# جيمس تي إليسون
جيمس تي إليسون (بالإنجليزية: James T. Ellison)‏ هو رجل عصابة أمريكي، ولد في 1862 في ماريلند في الولايات المتحدة، وتوفي في 1920.